# Iso Aitasalo
Iso Aitasalo är en ganska stor ö i Finland. Den ligger i sjön Päijänne och i kommunen Kuhmois i den ekonomiska regionen  Jämsä  och landskapet Mellersta Finland, i den södra delen av landet, 150 km norr om huvudstaden Helsingfors. Öns area är 50,8 hektar och dess största längd är 1 kilometer i nord-sydlig riktning.